# Macki (rejon postawski)
Macki – dawna kolonia. Tereny, na których był położony, leżą obecnie na Białorusi, w obwodzie witebskim, w rejonie postawskim, w sielsowiecie Łyntupy.

## Historia
W czasach zaborów zaścianek w gminie Komaje, w powiecie święciańskim Imperium Rosyjskiego. W 1905 roku liczył 7 mieszkańców, 20 dziesięcin, własność Kątkowskiego.
W dwudziestoleciu międzywojennym kolonia leżała w Polsce, w województwie wileńskim, w powiecie postawskim, w gminie Komaje.
W 1931 w 2 domach zamieszkiwało 14 osób.
Miejscowość należała do parafii prawosławnej w Komajach. Podlegała pod Sąd Grodzki w Hoduciszkach i Okręgowy w Wilnie; właściwy urząd pocztowy mieścił się w Komajach.